# Pontiac Sunfire
Pontiac Sunfire je osobní automobil nižší střední třídy, představený pro modelový rok 1995 značkou Pontiac jako nástupce vozu Sunbird. Od svého předchůdce se lišil jak jménem, tak výrazným designem. Nový design byl navrhován společně s novým Chevroletem Cavalier, se kterým Sunfire sdílí platformu J-body a mechanické součástky.
Sunfire se prodával ve třech karosériích: jako sedan, kupé nebo kabriolet. Všechny tři varianty byly k dispozici v základní výbavě SE, vozy v karosérii kupé či kabriolet měly navíc sportovní výbavu GT, která obsahovala např. 16-palcová kola z lehkých slitin, dvojitý výfuk a agresivnější design přední části vozu. Výbava SE měla v základu 2,2 litrový čtyřválcový motor 2200 OHV, výbava GT 2,3 litrový LD2 a později 2,4 litrový LD9 - oba motory byly k dispozici i ve výbavě SE, ovšem za doplatek. V roce 2002 byl systém dvou výbav zrušen a jediným motorem, který se do Sunfire montoval, byl 2,2 litrový Ecotec.
Kabriolet se do roku 1998 prodával pouze ve výbavě SE, od roku 1999 zase naopak pouze ve výbavě GT. Po roce 2000 byla výroba kabrioletů Sunfire ukončena. Kabriolety se vyráběly odděleně v závodě "Genesis" v Lansingu v Michiganu. 
Pontiac Sunfire za svůj jedenáctiletý životní cyklus prošel celkem dvěma facelifty. Poprvé v roce 2000, kdy se jednalo pouze o malou modernizaci předního a zadního nárazníku a větší modernizace celého vozu v roce 2003. Od tohoto roku až do ukončení výroby byla jediná dostupná karoserie v USA kupé, sedan se ale nadále prodával v Kanadě a Mexiku. Poslední Pontiac Sunfire sjel z montážní linky 22. června 2005. Pro rok 2006 General Motors nahradil Sunfire vozem Pontiac G5.

## Galerie

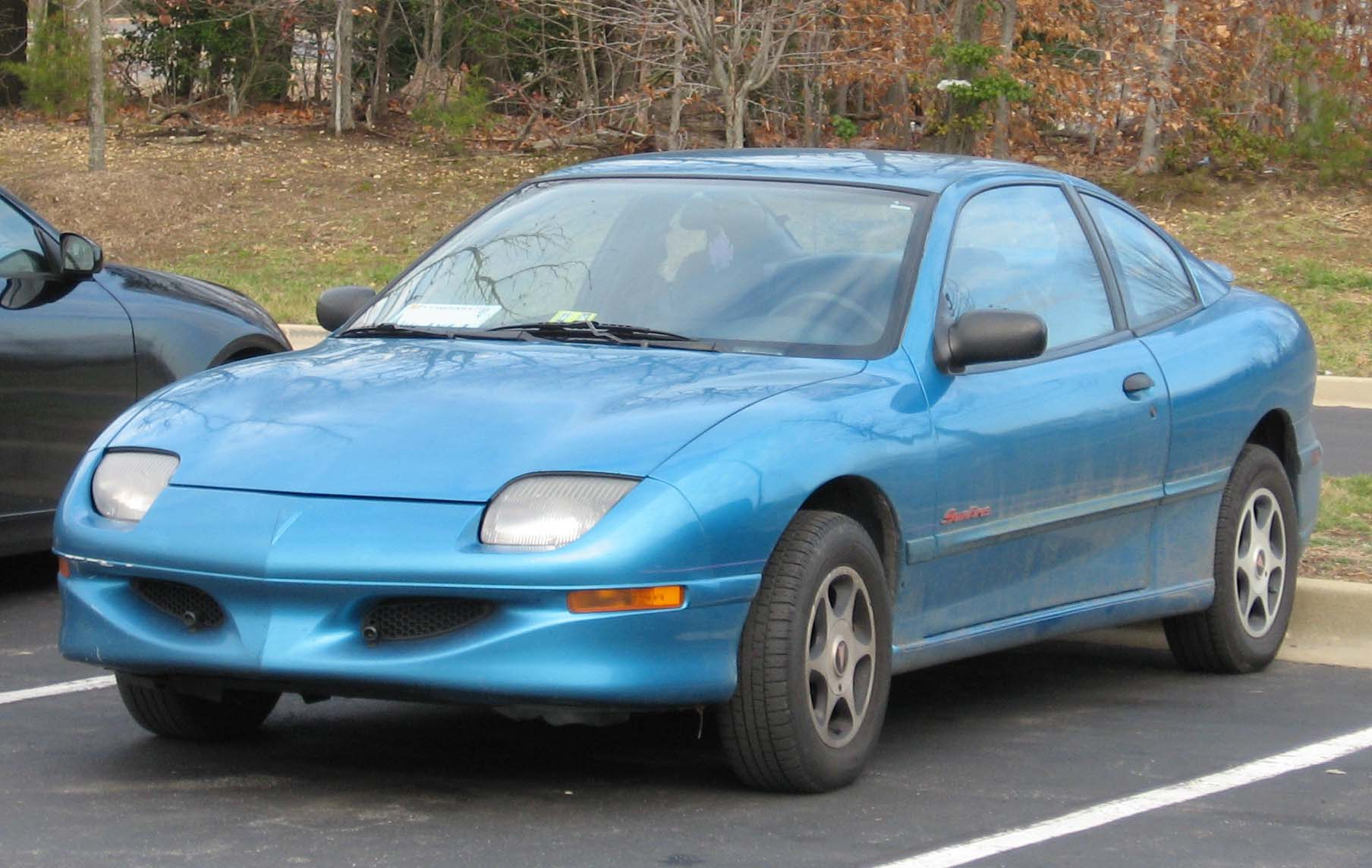
Sunfire kupé (1995-1999)
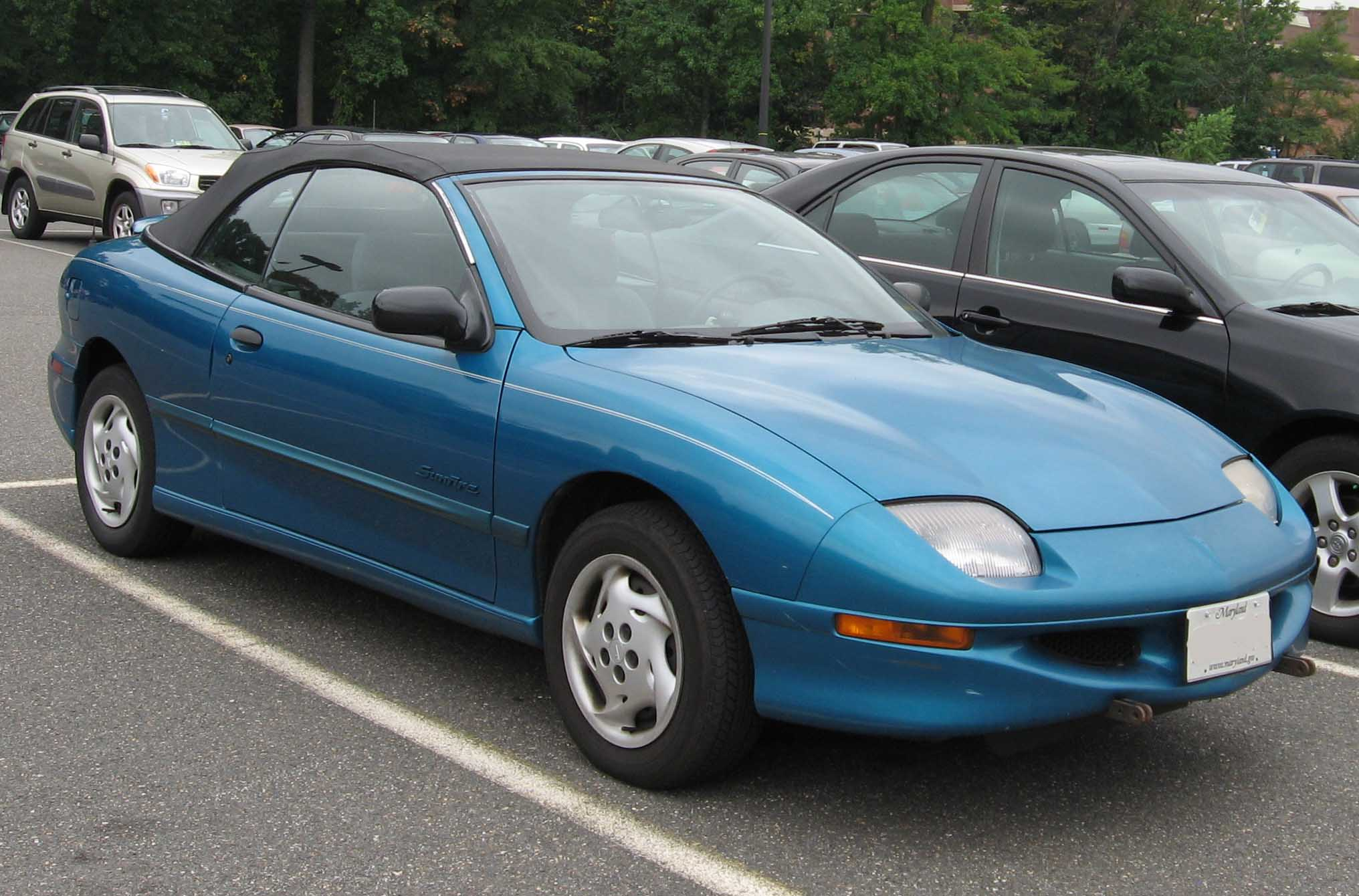
Sunfire kabriolet (1995-1999)
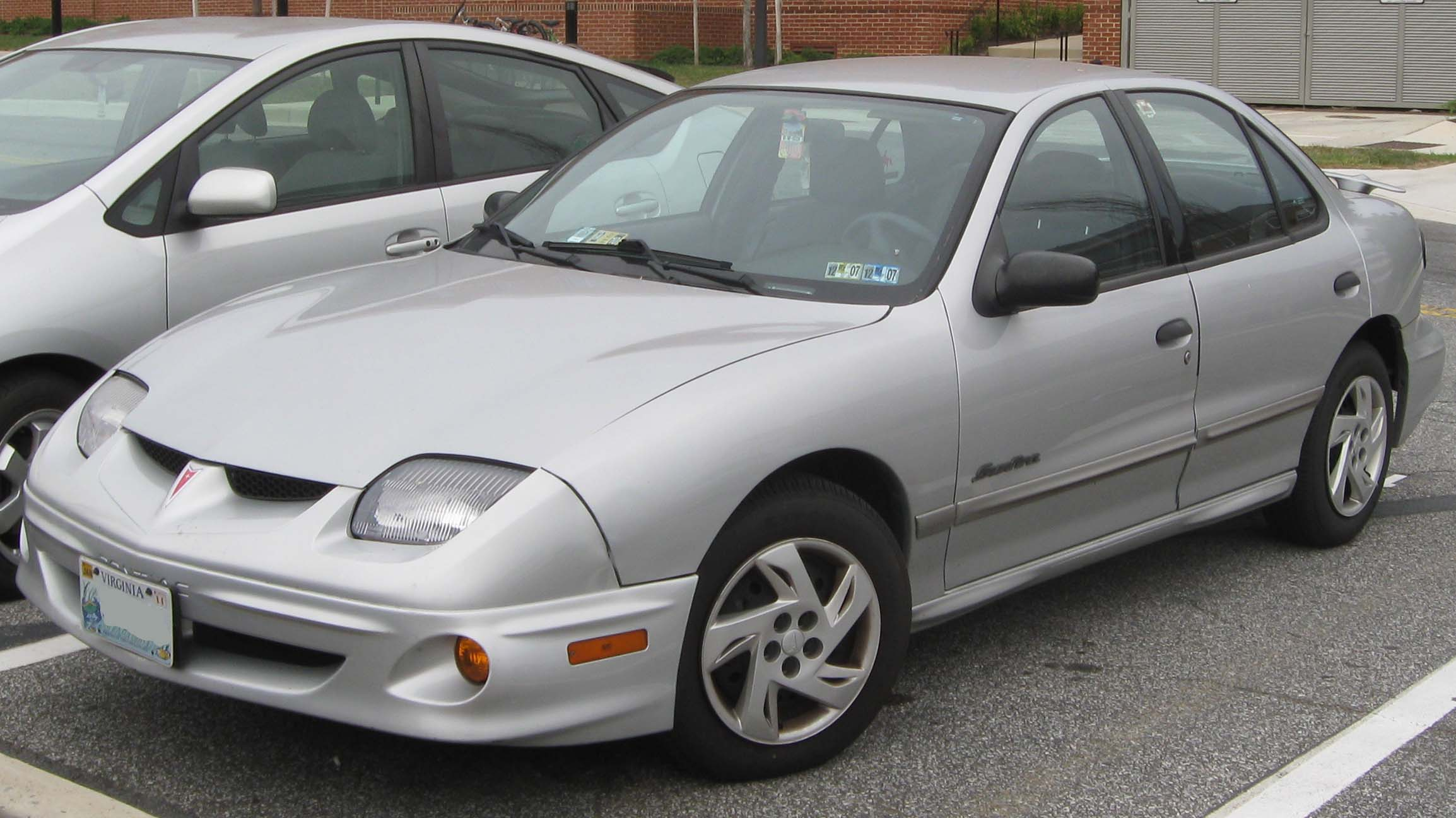
Sunfire sedan (2000-2002)
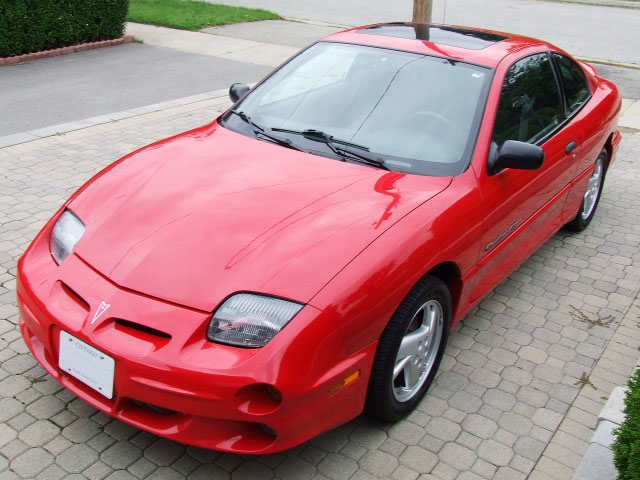
Sunfire GT kupé (2001)
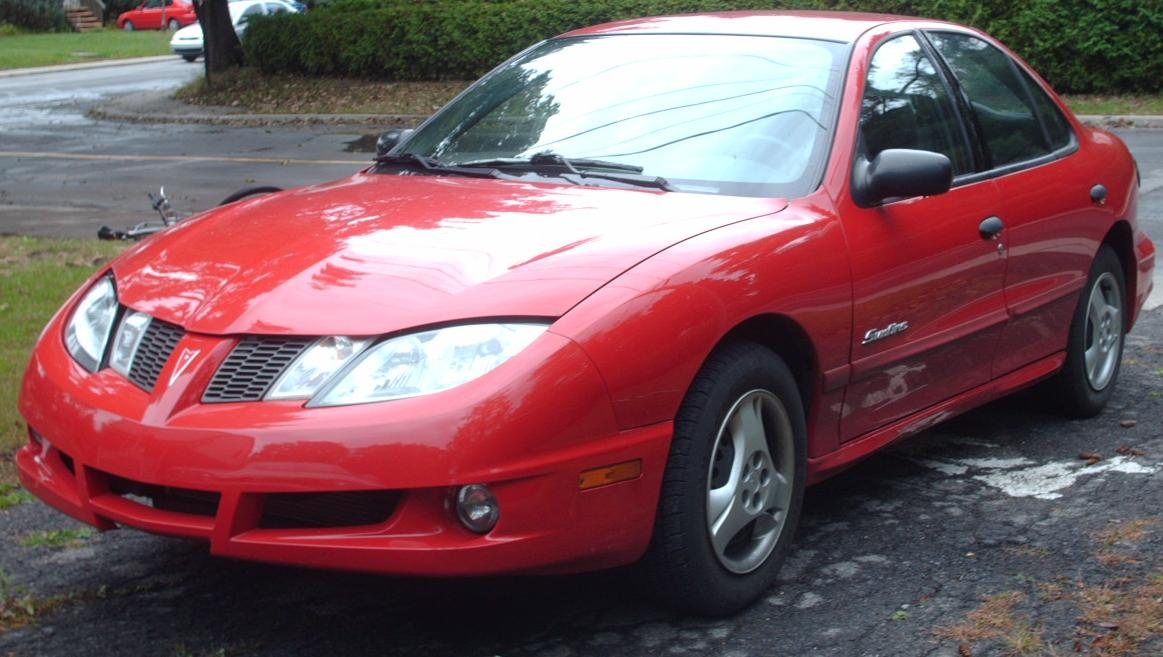
Sunfire sedan (2003-2005)

## Bezpečnost
IIHS ohodnotilo v čelním nárazovém testu Pontiac Sunfire hodnocením Špatné.